# Chorrillero
La chorrillera o chorrillero es un género musical tradicional argentino, con reminiscencias indígenas. 
El reconocido músico y folclorista argentino Hugo Giménez Agüero realizó durante los años 60 una investigación y recopilación de muestras de este género en la zona de Lago Viedma, en el oeste de la provincia de Santa Cruz, Argentina.
La chorrillera es una mezcla del kaani y la milonga campera de la región pampeana, desarrollada en forma natural en la zona de pre-cordillerana y cordillerana. Su denominación se debe a la voz popular del paisano del lugar que asegura que la guitarra en su arpegio copia el sonido de los chorrillos de agua al chocar contra las piedras. En su desarrollo es instrumentalmente hablando una milonga con percusión en sus cortes y rica en poesía con melodías sincopadas y nostálgicas.

## Historia
La chorrillera fue recopilada por Hugo Giménez Agüero en el año 1965, y utilizada de ahí en más como género musical de Santa Cruz, a través de obras como: Te escribo desde el sur, Por el Tucutucu, Ana de la Colmena, Alma sureña y otros.
- Datos: Q5767258